# Université nationale de sciences et technologies Gyeongnam
L'Université nationale de sciences et technologies Gyeongnam (en hangul : 경남과학기술대학교) est une université nationale de Corée du Sud située à Jinju dans le Gyeongsang du Sud. Elle est spécialisée dans le domaine de l'industrie. 